# تپه بام (۱)
تپه بام (۱) مربوط به سده‌های میانه دوران‌های تاریخی پس از اسلام است و در شهرستان جاجرم، بخش جلگه شوقان، دهستان شوقان، ۵۰۰ متری شمال روستای بام واقع شده و این اثر در تاریخ ۷ اسفند ۱۳۸۶ با شمارهٔ ثبت ۲۱۲۹۴ به‌عنوان یکی از آثار ملی ایران به ثبت رسیده است.